# Liste der Landtagswahlkreise in Nordrhein-Westfalen 1947–1962
Die Liste der Landtagswahlkreise in Nordrhein-Westfalen 1947–1962 enthält alle Wahlkreise die bei den ersten fünf Wahlen zum Landtag Nordrhein-Westfalen Verwendung fanden.
Zur ersten Landtagswahl 1947 wurde das Land Nordrhein-Westfalen in 150 Wahlkreise eingeteilt. Die Einteilung blieb bis einschließlich der Landtagswahl 1962 nahezu gleich. Es fanden jedoch mehrere Umbenennungen statt.
Die Benennung der Wahlkreise unterschied sich in den ersten Wahlperioden insbesondere dadurch, dass man an vielen Wahlkreisnamen ablesen konnte, wo sich ein Wahlkreis ungefähr befand, zum Beispiel durch Himmelsrichtungen oder Stadtteile. Römische Zahlen, wie sie heute üblich sind, gab es nur in Köln, Dortmund und im Kreis Detmold.

## Wahlkreiseinteilung
| Nr.                         | Wahlkreis                      | Gebiet                                                    |
| --------------------------- | ------------------------------ | --------------------------------------------------------- |
| Regierungsbezirk Aachen     |                                |                                                           |
| 1                           | Aachen-Stadt                   | Kreisfreie Stadt Aachen                                   |
| 2                           | Aachen-Land-Nord               | Landkreis Aachen (Nordkreis Aachen)                       |
| 3                           | Aachen-Land-Süd                | Landkreis Aachen mit Eschweiler                           |
| 4                           | Geilenkirchen-Heinsberg        | Selfkantkreis Geilenkirchen-Heinsberg                     |
| 5                           | Erkelenz                       | Landkreis Erkelenz                                        |
| 6                           | Jülich – Düren-Nord            | Landkreis Jülich, Teile des Landkreises Düren             |
| 7                           | Düren                          | Landkreis Düren                                           |
| 8                           | Schleiden – Monschau           | Landkreis Monschau, Landkreis Schleiden                   |
| Regierungsbezirk Köln       |                                |                                                           |
| 9                           | Euskirchen                     | Landkreis Euskirchen                                      |
| 10                          | Bergheim                       | Landkreis Bergheim (Erft)                                 |
| 11                          | Köln-Land-Nord                 | Landkreis Köln mit Frechen und Hürth                      |
| 12                          | Köln-Land-Süd                  | Landkreis Köln mit Brühl, Rodenkirchen und Wesseling      |
| 13                          | Köln-Stadt I                   | Teile von Köln                                            |
| 14                          | Köln-Stadt II                  | Teile von Köln                                            |
| 15                          | Köln-Stadt III                 | Teile von Köln                                            |
| 16                          | Köln-Stadt IV                  | Teile von Köln                                            |
| 17                          | Köln-Stadt V                   | Teile von Köln                                            |
| 18                          | Köln-Stadt VI                  | Teile von Köln                                            |
| 19                          | Bonn-Land-Süd                  | Landkreis Bonn mit Beuel und Bad Godesberg                |
| 20                          | Bonn-Land-Nord                 | Landkreis Bonn                                            |
| 21                          | Bonn-Stadt                     | Kreisfreie Stadt Bonn                                     |
| 22                          | Siegkreis-Süd                  | Siegkreis mit Königswinter, Siegburg und Troisdorf        |
| 23                          | Siegkreis-Nord                 | Siegkreis mit Hennef und Lohmar                           |
| 24                          | Oberberg. Kreis-Nord           | Oberbergischer Kreis mit Gummersbach                      |
| 25                          | Oberberg. Kreis-Süd            | Oberbergischer Kreis mit Waldbröl                         |
| 26                          | Rhein. Berg. Kreis-Süd         | Rheinisch-Bergischer Kreis mit Bergisch Gladbach und Porz |
| 27                          | Rhein. Berg. Kreis-Nord        | Rheinisch-Bergischer Kreis                                |
| Regierungsbezirk Düsseldorf |                                |                                                           |
| 28                          | Grevenbroich-West              | Landkreis Grevenbroich mit Dormagen und Grevenbroich      |
| 29                          | Grevenbroich-Ost               | Landkreis Grevenbroich mit Korschenbroich                 |
| 30                          | Neuß                           | Kreisfreie Stadt Neuss                                    |
| 31                          | Rheydt                         | Kreisfreie Stadt Rheydt                                   |
| 32                          | M.Gladbach-Nord – Viersen      | Teile von M.Gladbach, Viersen                             |
| 33                          | M.Gladbach-Süd                 | Teile von M.Gladbach                                      |
| 34                          | Kempen-West                    | Landkreis Kempen-Krefeld mit Kaldenkirchen                |
| 35                          | Kempen-Ost                     | Landkreis Kempen-Krefeld mit Kempen                       |
| 36                          | Krefeld-Nord                   | Teile von Krefeld                                         |
| 37                          | Krefeld-Süd                    | Teile von Krefeld                                         |
| 38                          | Geldern                        | Landkreis Geldern                                         |
| 39                          | Kleve                          | Landkreis Kleve                                           |
| 40                          | Moers-Süd                      | Landkreis Moers mit Moers                                 |
| 41                          | Moers-Ost                      | Landkreis Moers mit Homberg und Rheinhausen               |
| 42                          | Moers-Nord                     | Landkreis Moers mit Rheinberg und Xanten                  |
| 43                          | Düsseldorf-Nordwest            | Teile von Düsseldorf                                      |
| 44                          | Düsseldorf-Nordost             | Teile von Düsseldorf                                      |
| 45                          | Düsseldorf-West                | Teile von Düsseldorf                                      |
| 46                          | Düsseldorf-Ost                 | Teile von Düsseldorf                                      |
| 47                          | Düsseldorf-Süd                 | Teile von Düsseldorf                                      |
| 48                          | Unterer Rhein-Wupper-Kreis     | Rhein-Wupper-Kreis mit Leverkusen und Opladen             |
| 49                          | Oberer Rhein-Wupper-Kreis      | Rhein-Wupper-Kreis                                        |
| 50                          | Remscheid                      | Kreisfreie Stadt Remscheid                                |
| 51                          | Solingen-Altstadt-Höhscheid    | Teile von Solingen                                        |
| 52                          | Solingen-Ohligs                | Teile von Solingen                                        |
| 53                          | Wuppertal-Südwest              | Teile von Wuppertal                                       |
| 54                          | Wuppertal-Elberfeld-Nord       | Teile von Wuppertal                                       |
| 55                          | Wuppertal-Unterbarmen          | Teile von Wuppertal                                       |
| 56                          | Wuppertal-Ost                  | Teile von Wuppertal                                       |
| 57                          | Düsseldorf-Mettmann-Süd        | Landkreis Düsseldorf-Mettmann mit Hilden und Mettmann     |
| 58                          | Düsseldorf-Mettmann-Ost        | Landkreis Düsseldorf-Mettmann mit Velbert                 |
| 59                          | Düsseldorf-Mettmann-West       | Landkreis Düsseldorf-Mettmann mit Kettwig und Ratingen    |
| 60                          | Essen-Altstadt-Altenessen      | Teile von Essen                                           |
| 61                          | Essen-West                     | Teile von Essen                                           |
| 62                          | Essen-Borbeck-Karnap           | Teile von Essen                                           |
| 63                          | Essen-Katernberg               | Teile von Essen                                           |
| 64                          | Essen-Steele-Huttrop           | Teile von Essen                                           |
| 65                          | Essen-Rüttenscheid             | Teile von Essen                                           |
| 66                          | Essen-Werden-Kupferdreh        | Teile von Essen                                           |
| 67                          | Mülheim-Süd                    | Teile von Mülheim (Ruhr)                                  |
| 68                          | Mülheim-Nord                   | Teile von Mülheim (Ruhr)                                  |
| 69                          | Duisburg-Süd                   | Teile von Duisburg                                        |
| 70                          | Duisburg-Altstadt              | Teile von Duisburg                                        |
| 71                          | Duisburg-Ruhrort               | Teile von Duisburg                                        |
| 72                          | Duisburg-Meiderich             | Teile von Duisburg                                        |
| 73                          | Duisburg-Hamborn               | Teile von Duisburg                                        |
| 74                          | Oberhausen-Süd                 | Teile von Oberhausen                                      |
| 75                          | Oberhausen-Nord                | Teile von Oberhausen                                      |
| 76                          | Dinslaken                      | Landkreis Dinslaken                                       |
| 77                          | Rees                           | Landkreis Rees                                            |
| Regierungsbezirk Münster    |                                |                                                           |
| 78                          | Borken – Bocholt               | Landkreis Borken, Bocholt                                 |
| 79                          | Ahaus                          | Landkreis Ahaus                                           |
| 80                          | Steinfurt-Nord                 | Landkreis Steinfurt                                       |
| 81                          | Steinfurt-Süd                  | Landkreis Steinfurt                                       |
| 82                          | Tecklenburg                    | Landkreis Tecklenburg                                     |
| 83                          | Warendorf                      | Landkreis Warendorf                                       |
| 84                          | Beckum-West                    | Landkreis Beckum                                          |
| 85                          | Beckum-Ost                     | Landkreis Beckum                                          |
| 86                          | Lüdinghausen                   | Landkreis Lüdinghausen                                    |
| 87                          | Münster-Land                   | Landkreis Münster                                         |
| 88                          | Münster-Stadt                  | Kreisfreie Stadt Münster                                  |
| 89                          | Coesfeld                       | Landkreis Coesfeld                                        |
| 90                          | Recklinghausen-Land-Nordost    | Landkreis Recklinghausen mit Datteln                      |
| 91                          | Recklinghausen-Land-Südwest    | Landkreis Recklinghausen mit Dorsten                      |
| 92                          | Recklinghausen-Land-Mitte      | Landkreis Recklinghausen mit Marl                         |
| 93                          | Recklinghausen-Stadt           | Kreisfreie Stadt Recklinghausen                           |
| 94                          | Gladbeck                       | Kreisfreie Stadt Gladbeck                                 |
| 95                          | Bottrop                        | Kreisfreie Stadt Bottrop                                  |
| 96                          | Gelsenkirchen-West             | Teile von Gelsenkirchen                                   |
| 97                          | Gelsenkirchen-Ost              | Teile von Gelsenkirchen                                   |
| 98                          | Gelsenkirchen-Nord             | Teile von Gelsenkirchen                                   |
| Regierungsbezirk Arnsberg   |                                |                                                           |
| 99                          | Wanne-Eickel                   | Kreisfreie Stadt Wanne-Eickel                             |
| 100                         | Herne                          | Kreisfreie Stadt Herne                                    |
| 101                         | Wattenscheid                   | Kreisfreie Stadt Wattenscheid                             |
| 102                         | Bochum-Nordwest                | Teile von Bochum                                          |
| 103                         | Bochum-Nordost                 | Teile von Bochum                                          |
| 104                         | Bochum-Süd                     | Teile von Bochum                                          |
| 105                         | Castrop-Rauxel                 | Kreisfreie Stadt Castrop-Rauxel                           |
| 106                         | Dortmund I                     | Teile von Dortmund                                        |
| 107                         | Dortmund II                    | Teile von Dortmund                                        |
| 108                         | Dortmund III                   | Teile von Dortmund                                        |
| 109                         | Dortmund IV – Lünen            | Teile von Dortmund, Lünen                                 |
| 110                         | Dortmund V                     | Teile von Dortmund                                        |
| 111                         | Dortmund VI                    | Teile von Dortmund                                        |
| 112                         | Unna-Nord                      | Landkreis Unna                                            |
| 113                         | Unna-Süd                       | Landkreis Unna                                            |
| 114                         | Hamm                           | Kreisfreie Stadt Hamm                                     |
| 115                         | Soest                          | Landkreis Soest                                           |
| 116                         | Lippstadt                      | Landkreis Lippstadt                                       |
| 117                         | Arnsberg                       | Landkreis Arnsberg                                        |
| 118                         | Iserlohn-Land-West             | Landkreis Iserlohn                                        |
| 119                         | Iserlohn-Stadt und Land-Ost    | Iserlohn, Landkreis Iserlohn                              |
| 120                         | Hagen-West                     | Teile von Hagen                                           |
| 121                         | Hagen-Ost                      | Teile von Hagen                                           |
| 122                         | Witten                         | Kreisfreie Stadt Witten                                   |
| 123                         | Ennepe-Ruhr-Kreis-Süd          | Ennepe-Ruhr-Kreis                                         |
| 124                         | Ennepe-Ruhr-Kreis-Nord         | Ennepe-Ruhr-Kreis                                         |
| 125                         | Altena-Land-Ost                | Landkreis Altena                                          |
| 126                         | Lüdenscheid – Altena-Land-West | Landkreis Altena, Lüdenscheid                             |
| 127                         | Olpe                           | Landkreis Olpe                                            |
| 128                         | Siegen-Stadt und Land-West     | Siegen, Landkreis Siegen                                  |
| 129                         | Siegen-Land-Ost                | Landkreis Siegen                                          |
| 130                         | Meschede – Wittgenstein        | Landkreis Meschede, Landkreis Wittgenstein                |
| 131                         | Brilon                         | Landkreis Brilon                                          |
| Regierungsbezirk Detmold    |                                |                                                           |
| 132                         | Büren                          | Landkreis Büren                                           |
| 133                         | Warburg                        | Landkreis Warburg                                         |
| 134                         | Höxter                         | Landkreis Höxter                                          |
| 135                         | Paderborn                      | Landkreis Paderborn                                       |
| 136                         | Wiedenbrück                    | Landkreis Wiedenbrück                                     |
| 137                         | Bielefeld-Land                 | Landkreis Bielefeld                                       |
| 138                         | Bielefeld-Stadt-Nordwest       | Teile von Bielefeld                                       |
| 139                         | Bielefeld-Stadt-Ost und Süd    | Teile von Bielefeld                                       |
| 140                         | Halle                          | Landkreis Halle                                           |
| 141                         | Herford-Stadt und Land-Süd     | Herford, Landkreis Herford                                |
| 142                         | Herford-Land-Ost               | Landkreis Herford mit Vlotho                              |
| 143                         | Herford-Land-West              | Landkreis Herford mit Bünde                               |
| 144                         | Lübbecke                       | Landkreis Lübbecke                                        |
| 145                         | Minden-Nord                    | Landkreis Minden mit Minden                               |
| 146                         | Minden-Süd                     | Landkreis Minden mit Bad Oeynhausen                       |
| 147                         | Detmold I                      | Landkreis Detmold (östlicher Teil)                        |
| 148                         | Detmold II                     | Landkreis Detmold (westlicher Teil mit Detmold)           |
| 149                         | Lemgo-Ost                      | Landkreis Lemgo                                           |
| 150                         | Lemgo-West                     | Landkreis Lemgo                                           |

## Umbenennungen
Zur Landtagswahl 1950 wurden mehrere Wahlkreise umbenannt. Der Wahlkreis 6 hieß jetzt Jülich, die Wahlkreise 24 und 25 hießen Oberb.-Kreis-Nord und Oberb.-Kreis-Süd, die Wahlkreise 26 und 27 Rhein-Berg. Kreis-Nord und Rhein-Berg. Kreis-Süd, der Wahlkreis 54 Wuppertal-Unterbarmen-Ronsdorf und die Wahlkreise 67 und 68 Mülheim (Ruhr)-Nord und Mülheim (Ruhr)-Süd
Mit der Landtagswahl 1954 bekamen die 54 und 55 die neuen Namen Wuppertal-Nordost und Wuppertal-Südost.
Mit der Landtagswahl 1958 bekamen die Wahlkreise aller kreisfreien, geteilten Städte römische Zahlen, also zum Beispiel Duisburg I statt Duisburg-Süd. In den Namen der Wahlkreise 24 bis 27 wurden die Namen Oberbergischer Kreis und Rheinisch-Bergischer Kreis nunmehr ausgeschrieben. Die Wahlkreise 32 und 33 hießen nach einer Umbenennung neu Mönchen-Gladbach I – Viersen und Mönchen-Gladbach II, die Wahlkreise 48 und 49 wurden in Rhein-Wupper-Kreis-West – Leverkusen und Rhein-Wupper-Kreis-Ost umbenannt, nachdem Leverkusen kreisfrei wurde. Zudem wurde in den Namen der Mülheimer Wahlkreise der Zusatz (Ruhr) wieder entfernt.
Zur Landtagswahl 1962 wurden die Namen der Wahlkreise 32 und 33 erneut geändert, nachdem Mönchen-Gladbach in Mönchengladbach umbenannt wurde.